# Nivelle (België)
Nivelle is een gehucht in Lieze (Lixhe), een deelgemeente van de Belgische stad Wezet (Visé) in de provincie Luik. Nivelle ligt ten noorden van het dorpscentrum van Lieze tussen Maas en Albertkanaal.
Deelgemeenten: Argenteau · Cheratte · Lieze · Richelle · Ternaaien · Wezet

Overige kernen: Klein-Ternaaien · Loën · Mons · Nivelle · Surisse · Wixhou

Belgische gemeenten · arrondissement Luik · provincie Luik · Wallonië